# Manicomio (film 1954)
Manicomio è un film spagnolo del 1954 diretto da Fernando Fernán Gómez e Luis María Delgado.